# أنشطة وكالة المخابرات المركزية في باكستان
هذه قائمة بالأنشطة التي تم تنفيذها ظاهريًا من قبل وكالة المخابرات المركزية الأمريكية (CIA) داخل باكستان. وقال الكاتب أحمد رشيد أنَّ وكالة المخابرات المركزية والمخابرات الباكستانية (جهاز الاستخبارات، رئيس الوزراء الباكستاني وكالة المخابرات) يخوضون حربا سرية. يقع مقر حركة طالبان الأفغانية التي تخوض الولايات المتحدة رسميًا صراعًا معها في المناطق القبلية الخاضعة للإدارة الفيدرالية في باكستان، ووفقًا لبعض التقارير، يتم تمويلها إلى حد كبير من قبل وكالة الاستخبارات الباكستانية. الحكومة الباكستانية تنفي ذلك.

## الأنشطة في 2005
في 15 مايو 2005، أفادت الأنباء أن طائرات بدون طيار من طراز إم كيو-1 بريداتور قد استخدمت لقتل شخصية تنظيم القاعدة هيثم اليمني في عملية «قتل مستهدف» داخل باكستان.

## الأنشطة في 2006
في 13 يناير 2006، شنت وكالة المخابرات المركزية غارة جوية على دامادولا، وهي قرية باكستانية بالقرب من الحدود الأفغانية، حيث اعتقدوا أن أيمن الظواهري كان موجودًا. قتلت الغارة الجوية عددا من المدنيين لكن الظواهري لم يكن من بينهم على ما يبدو. أصدرت الحكومة الباكستانية احتجاجًا شديدًا على الهجوم الأمريكي، واعتبرته انتهاكًا لسيادة باكستان.ومع ذلك، يرى العديد من الخبراء القانونيين أن هذا لا يمكن اعتباره محاولة اغتيال لأن الظواهري تصنفه الولايات المتحدة على أنه إرهابي ومقاتل معاد، وبالتالي فإن هذا القتل المستهدف لا يشمله الأمر التنفيذي ذو الرقم «12333»، الذي يحظر الاغتيالات. لكن هذا لا يزال يمثل انتهاكًا لسيادة باكستان وفقًا للقانون الدولي.[بحاجة لمصدر]

## الأنشطة في 2008
في 2008 تَمَّ الكشف عن عملية المدفع، وهي عملية تابعة لوكالة المخابرات المركزية. علمًا أنها بدأت أولاً في عام 2006، وكان الهدف منها كجزء من محاولة للقبض على أسامة بن لادن والقضاء على قوات القاعدة في باكستان. وبحسب ما ورد أعيقت العملية بسبب النزاعات بين مكاتب وكالة المخابرات المركزية، مما أدى إلى تأخيرات كبيرة في نشر البرنامج.
في يوليو 2008، واجه مسؤولو وكالة المخابرات المركزية المسؤولين الباكستانيين بأدلة على العلاقات بين المخابرات الداخلية وجلال الدين حقاني. أي سي أي تنفي هذا التقرير.

## الأنشطة في 2010

### إقالة رئيس محطةوكالة المخابرات المركزيةفيباكستان
في 16 ديسمبر 2010، قامت وكالة المخابرات المركزية بإجلاء رئيس محطتها، الذي سمي لاحقًا باسم جوناثان بنك، من باكستان بعد أن تم تفجير غلافه في دعوى قانونية رفعها أقارب شخص قُتل في هجوم بطائرة بدون طيار في 31 ديسمبر 2009، وقد كان رئيس المحطة مسؤولاً عن ذلك. وتَمَّ اتهامهُ بأنهُ المسؤول. واستدعت وكالة المخابرات المركزية، في خطوة نادرة، رئيس المحطة، مشيرة إلى «مخاوف أمنية» ومخاوف بشأن سلامته. لا تعترف وكالة المخابرات المركزية ولا الحكومة الأمريكية رسميًا برؤساء المحطات، لكن منظمات الاستخبارات اعترفت بوجودهم. في أبريل2015، أمرت المحكمة العليا في إسلام أباد الشرطة بفتح قضية جنائية ضد بنك بتهمة القتل والتآمر والإرهاب وشن حرب ضد باكستان.

## الأنشطة في 2011
في يناير2011، قتل المتعاقد مع وكالة المخابرات المركزية، ريموند ألين ديفيس، شابين بالرصاص في شوارع لاهور، البنجاب بعد مزاعم أنه كان يدافع عن نفسه. تم اكتشاف وضعه كمتعاقد مع وكالة المخابرات المركزية بعد أن ألقت شرطة البنجاب القبض عليه ووجهت إليه تهمتان بالقتل وحيازة أسلحة نارية غير قانونية.في نفس الموقف، قام فريق أمريكي آخر مكون من أربعة أشخاص على متن سيارة دفع رباعي بسحق سائق دراجة نارية وقتله قبل الهروب إلى القنصلية الأمريكية.يُزعم أن الأشخاص الأربعة غادروا باكستان في المساء على متن رحلة خاصة.هؤلاء الأربعة لا يزالون مطلقي السراح.
ظهر الجنرال أحمد شجاع باشا معاديًا بشدة لواشنطن في عامه الأخير من خلال مشاركته في «مباريات صراخ» مع مدير وكالة المخابرات المركزية آنذاك ليون بانيتا، وخفض التعاون إلى الحد الأدنى، وأمر بمضايقة الدبلوماسيين الأمريكيين في باكستان وحبس وكالة المخابرات المركزية بلاك ووتر ووكيلها.

## الأنشطة في 2012
حكمت محكمة باكستانية على شكيل أفريدي، الطبيب الباكستاني الذي تجسس لصالح وكالة المخابرات المركزية لتحديد مكان أسامة بن لادن، بالسجن33عامًا بتهمة الخيانة العظمى.

## الأنشطة في 2019
سُجن جنرال جاويد إقبال (متقاعد) والعميد وسيم أكرم (متقاعد) لمدة 14 عامًا وحُكم عليهما بالإعدام على التوالي، بتهمة التجسس لصالح وكالة المخابرات المركزية على البرنامج النووي الباكستاني.